# Stacy Doris
Stacy Doris, née le 21 mai 1962 et morte dans la nuit du 31 janvier au  1er février 2012, est une écrivaine, traductrice, professeure et poétesse américaine.

## Biographie
Stacey Doris est née le 21 mai 1962.
Elle travaille comme écrivaine, traductrice et poète.
Elle se marie avec Chet Wiener.
Elle publie deux anthologies de poésie française: Twenty One New (to North America) French Writers en 1997 et Violence of the White Page en 1991 avec Emmanuel Hocquard.
Stacey Doris est aussi professeure en création littéraire à l'Université d'État de San Francisco.
Elle est reconnue pour son écriture expérimentale et ses lectures publiques. Elle intègre aussi des éléments de performance dans ses lectures.
En 2011, elle publie le livre de poésie The Cake Part.
Stacey Doris meurt du cancer à l'âge de 49 ans dans la nuit du 31 janvier au 1er février 2012,.

## Œuvres
- Kildare, trad. Juliette Valéry, 1995.
- La Vie de Chester Steven Wiener écrite par sa femme, Paris, P.O.L, 1998 (présentation en ligne)Publié sous le pseudonyme de Sa Femme
- Comment aimer, 1999.
- Une année à New York avec Chester, Paris, P.O.L, 2000 (présentation en ligne)Publié sous le pseudonyme de Mme Wiener
- Conference, 2001.
- Le temps est à chacun l'illusion libre du triomphe, trad. Martin Richet, 2003.
- Parlement, P.O.L, 2005.
- Knot, 2006.
- Paramour, trad. Caroline Dubois et Anne Portugal, P.O.L, 2009.